# Eugene Trinh
Eugene Huu-Chau "Gene" Trinh (Saigon, 14 de setembro de 1950) é um astronauta e bioquímico norte-americano nascido no então Vietnã do Sul, primeiro norte-americano de ascendência vietnamita a ir ao espaço, em 1992 (contudo, anos antes, um cosmonauta vietnamita já havia subido ao espaço. Este foi o cosmonauta Pham Tuan.)
Trinh e sua família emigraram para a França quando ele tinha apenas dois anos de idade. Graduado nos estudos secundários inicialmente pelo Lycee Michelet, de Paris, ele foi para os EUA aos 18 anos  estudar na Universidade de Columbia, onde formou-se em engenharia mecânica e física aplicada. Completou então um doutorado em Filosofia em física aplicada pela Universidade de Yale em 1977 e anos depois tornou-se cidadão americano.
Na NASA desde 1979, inicialmente trabalhou como pesquisador senior no Jet Propulsion Laboratory onde fez experiências e pesquisa teórica com dinâmica de fluidos e tecnologia de levitação, além de participar do projeto de desenvolvimento dos ônibus espaciais.
Sua primeira experiência como astronauta foi como especialista de carga reserva da missão Spacelab 3, em 1985. Foi ao espaço pela primeira e única vez em junho de 1992, na STS-50 Columbia, que levou ao espaço o U.S. Microgravity Laboratory 1, laboratório espacial montado no compartimento de carga da Columbia, que realizou dezenas de experiências científicas em órbita.
Em 2012 ainda trabalhando na NASA, o Dr. Trinh exerce o cargo de diretor do NASA Management Office (NMO), escritório da agência espacial que faz a coordenação e supervisão administrativa-estratégica das equipes técnicas e científicas deste departamento situadas no Jet Propulsion Lab em Pasadena, Califórnia e no Laboratória de Física Aplicada em Laurel, Maryland.